# Стейси Кеш
Стейси Кеш (на английски: Stacey Cash) е артистичен псевдоним на американската порнографска актриса Ашли Стивънсън (на английски: Ashley Stevenson), родена на 9 юни 1980 година в Калифорния. Дебютира като актриса в порнографската индустрия през 2001 година, когато е на 21 години.
На 27 ноември 2015 Стейси умира в съня си. Счита се, че причината за смъртта ѝ е епилепсия.